# Hypocala gaedei
Hypocala gaedei is een vlinder uit de familie spinneruilen (Erebidae). De wetenschappelijke naam is voor het eerst geldig gepubliceerd in 1955 door Berio.
De soort komt voor in tropisch Afrika.